# Journées mondiales de la jeunesse 2002
Les XVIIe Journées mondiales de la jeunesse 2002 ont eu lieu à Toronto au Canada du 23 juillet au 28 juillet 2002. La messe de clôture a été célébrée par Jean-Paul II et suivie par 800 000 personnes. C'étaient les dernières JMJ de Jean-Paul II avant les journées mondiales de la jeunesse 2005 célébrées par son successeur, Benoît XVI. Le chef de direction et directeur national de ces JMJ est le père Thomas Rosica.
Le thème des JMJ 2002 était « Vous êtes le sel de la terre… Vous êtes la lumière du monde » (Matthieu 5,13-14). La chanson des JMJ est écrite par le prêtre et chansonnier Robert Lebel puis traduite en anglais par Mgr Paul-André Durocher.
L'un des résultats des JMJ en sol canadien fut la création de la Télévision Sel + Lumière (Salt and Light Television), un réseau bilingue de télévision catholique diffusé dans tout le pays qui produit plusieurs émissions originales autant en anglais qu'en français.